# Glory (1956)
Glory ist ein US-amerikanisches Filmdrama von David Butler aus dem Jahr 1956.

## Handlung
In Kentucky kümmert sich die junge Clarabell um das frisch geborene Fohlen Glory. Sie möchte es mit ihrer Großmutter zu einem Rennpferd ausbilden. Nach der Ausbildung will Chad das Pferd auf einer Auktion versteigern, was Clarabell aber in letzter Sekunde verhindern kann. Später startet Glory beim Kentucky Derby, welches es auch gewinnt.

## Hintergrund
Der Film wurde von der Produktionsfirma David Butler Productions fertiggestellt und von RKO Radio Pictures vertrieben. Das Filmdrama wurde in Mono, bei einem Seitenverhältnis von 2,00:1 auf einem 35-mm-Film, aufgenommen. Die Aufnahmen wurden in Lexington und Louisville, Kentucky durchgeführt. Die Dreharbeiten starteten am 6. Juli und endeten im August 1955.
Der Film feierte am 11. Januar 1956 in Lexington seine Premiere.

## Lieder
Die im Film verwendeten Lieder wurden von Maurice K. Jerome komponiert und Ted Koehler verfasste die Liedtexte dazu.
1. Gettin’ Nowhere Road
2. Kentucky Means Paradise
3. Glory
4. Calypso
5. Happy Time Again

## Rezeption
Hal Erickson schrieb, dass der Film eine „mangelhafte Handlung“ hat.